# PV8
 (juillet 2015).
Si vous disposez d'ouvrages ou d'articles de référence ou si vous connaissez des sites web de qualité traitant du thème abordé ici, merci de compléter l'article en donnant les références utiles à sa vérifiabilité et en les liant à la section « Notes et références ».
Le PV8 est un analogue de la pyrovalérone. Sa chaine alkyle compte cinq atomes de carbone. Ses effets sont semblables à ceux du MDPV et de l'α-PVP.